# Иваненко, Григорий Григорьевич
Григорий Григорьевич Иваненко (укр. Григорій Іваненко; ок. 1720 — † ок. 1790) — переяславский полковник Войска Запорожского.

## Биография
Служил под начальством графа П. А. Румянцева, был полковником переяславским, отличился и был изранен в битве под Кагулом, в 70-х годах управлял переяславскими имениями графа Румянцева, а потом был председателем киевской гражданской палаты (1782—1790).

## Семья
- Отец — Григорий Иванович Иваненко — полковник дубосарский, полковник брацлавский (1708-12) оставшийся верным Петру, несмотря на прежнюю близость к Мазепе. Полковник брянского нерегулярного полка (1729).
- Жена — Анна Фёдоровна Ширай.
- Сын — Фёдор.